# فرودگاه هوئسکا–پیرینس
فرودگاه هوئسکا-پیرینس (به انگلیسی: Huesca-Pirineos Airport) (به زبان بومی: Aeropuerto de Huesca-Pirineos) یک فرودگاه همگانی است که یک باند فرود آسفالت دارد و طول باند آن ۲۱۰۰ متر است. این فرودگاه در شهر هوئسکا کشور اسپانیا قرار دارد و در ارتفاع ۵۳۹ متری از سطح دریا واقع شده‌است.